# 树新林场
树新林场，是中华人民共和国宁夏回族自治区吴忠市青铜峡市下辖的一个乡镇级行政单位。

## 行政区划
树新林场下辖以下地区：
树新分场村、园艺分场村、甘城子分场村、沿山分场村、鸽子山分场村和库区分场村。